# Емпоријум (Пенсилванија)
Емпоријум (енгл. Emporium) град је у америчкој савезној држави Пенсилванија.

## Демографија
По попису из 2010. године број становника је 2.073, што је 453 (-17,9%) становника мање него 2000. године.
| Група             | 2000.         | 2010.         |
| Белци             | 2.470 (97,8%) | 2.023 (97,6%) |
| Афроамериканци    | 18 (0,7%)     | 10 (0,5%)     |
| Азијати           | 2 (0,1%)      | 8 (0,4%)      |
| Хиспаноамериканци | 23 (0,9%)     | 13 (0,6%)     |
| Укупно            | 2.526         | 2.073         |